# Parthenodes filigeralis
Parthenodes filigeralis là một loài bướm đêm trong họ Crambidae.